# ダヴィデ・マストラントーニオ
ダヴィデ・マストラントーニオ（Davide Mastrantonio, 2004年1月16日 - ）は、イタリア・ローマ出身のサッカー選手。ラティーナ・カルチョ1932所属。ポジションはゴールキーパー。

## 経歴

### クラブ
2004年1月16日、イタリアの首都ローマに生まれた。ウルベテーヴェレ・カルチョの下部組織を経て、2017年にASローマに加入。2021年7月には、2024年までとなる初のプロ契約を結んだ。
2022年7月13日、セリエCのUSトリエスティーナ・カルチョ1918に2023年6月までの1年間の期限付き移籍で加入した。
2023年7月26日、セリエCのモンテロージ・トゥッシャFCに期限付き移籍で加入した。
2024年1月26日、セリエCのFCプロ・ヴェルチェッリ1892に6月までの期限付き移籍で加入した。
2024年8月2日、同年に発足したACミランのリザーブチームであるセリエCのミラン・フトゥーロに期限付き移籍で加入した。
2025年1月30日、セリエCのUSトリエスティーナ・カルチョ1918にシーズン終了までの期限付き移籍で加入した。
2025年7月18日、セリエCのラティーナ・カルチョ1932に2年契約の完全移籍で加入した。

### 代表
U-18、U-19、U-20のイタリア代表に選出されてきた。2023年にマルタで行われたUEFA U-19欧州選手権2023ではU-19イタリア代表のゴールマウスを守り、優勝メンバーの一員となった。

## タイトル
U-19イタリア代表
- UEFA U-19欧州選手権：1回（2023）